# Jalatrang
Jalatrang is een bestuurslaag in het regentschap Ciamis van de provincie West-Java, Indonesië. Jalatrang telt 5373 inwoners (volkstelling 2010).